# Samuel Mommie Schwarz

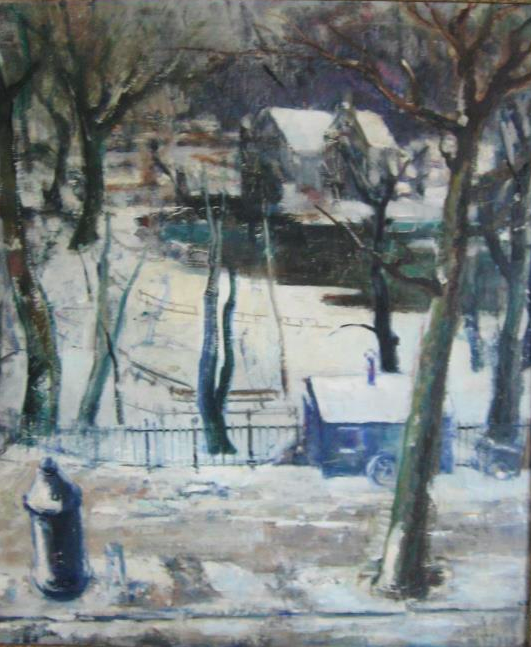
Widok parku Sarpati – jedna z ostatnich prac

Samuel Leser „Mommie” Schwarz (ur. 28 lipca 1876 w Zutphen, zm. 19 listopada 1942 w KL Auschwitz) – malarz i grafik holenderski.
Urodził się jako dziesiąte z jedenaściorga dzieci Lesera Schwarza i Julii Winter. W latach 1897–1899 przebywał w Nowym Jorku, w 1903 w Madrycie.
W latach 1895–1897 studiował malarstwo na Akademii Sztuk Pięknych w Antwerpii.
W roku 1905 przeniósł się do Berlina, by zapoznać się z niemieckim ekspresjonizmem. Tam poznał swoją przyszłą żonę, malarkę Else Berg z Raciborza. W roku 1911 oboje zamieszkali w Holandii, od roku 1915 w miejscowości Schoorl. Tam nawiązali kontakty ze Szkołą z Bergen. W roku 1920 poślubił Elsę Berg. Oboje zamieszkali w Amsterdamie. Wspólnie odbyli podróże artystyczne na Majorkę, do krajów dawnej Jugosławii, Turcji i Hiszpanii. Na początku hitlerowskiej okupacji Holandii oboje odmówili noszenia opasek z gwiazdą Dawida.
Zostali uwięzieni w obozie Westerbork, skąd zostali wywiezieni do Oświęcimia i tam zamordowani 19 listopada 1942.
Malarstwo Schwarza wykazuje wpływy Szkoły z Bergen, zwłaszcza malarzy Leo Gestela i Charley Toorop. Obejmuje malarstwo figuralne, krajobrazy, akty, portrety i martwe natury. Niektóre obrazy malował wspólnie z Elsą Berg. Wiele jego dzieł zgromadzono w muzeum miejskim w Alkmaarze.
Zajmował się też grafiką użytkową, jak plakaty i okładki książkowe.